# 정휘옹주
정휘옹주(貞徽翁主, 1593년 ~ 1653년 9월 6일(음력 윤7월 15일))는 조선 중기의 왕족이다. 선조의 6녀이며 인빈 김씨의 막내딸이다.

## 생애

### 가계
임진왜란이 한창이던 1593년(선조 26년) 황해도 해주(海州)의 행궁에서 조선의 제14대 왕인 선조(宣祖)와 그 후궁 인빈 김씨(仁嬪 金氏)의 여섯째 딸이자 막내딸로 태어났다. 성은 이(李), 본관은 전주(全州)이다. 원종(元宗, 정원군) 등과 친남매간이며, 인조(仁祖)의 고모이다.
정휘옹주의 생모 인빈 김씨는 선조의 총애를 많이 받은 후궁이다. 그녀의 아들 중 정원군(定遠君)의 장남이 광해군(光海君)을 몰아내고 왕이 되니, 그가 곧 인조이다.

### 옹주 시절
정휘옹주는 1604년(선조 37년) 영의정을 지낸 전주 유씨 유영경(柳永慶)의 손자이자 유열(柳悅)의 아들 유정량(柳廷亮)과 혼인하였다. 이때 유정량은 전창위(全昌尉)에 봉해졌다.
한편 정휘옹주는 1653년(효종 4년) 음력 윤7월 15일 향년 61세를 일기로 사망하였다. 정휘옹주는 사망 후에도 3년동안 녹봉을 지급받았다. 묘소는 경기도 양주의 도봉산(道峯山)에 마련되었다가, 훗날 남편 유정량의 묘에 합장되었다.

### 가족과 후손
정휘옹주의 남편 류정량은 할아버지 류영경이 선조 말기 선조의 유일한 적자인 영창대군(永昌大君)을 옹립하려 했던 사실때문에 광해군과 대북파의 탄핵을 받았다. 이후 유영경은 1608년(광해군 즉위년) 광해군이 즉위하자마자 유배되었다가 사사되었으며, 4년 후인 1612년(광해군 4년)에는 그 일가가 몰살되다시피 하였다. 이때 유정량도 연좌되어 남해(南海, 지금의 경상남도 남해군)로 유배를 갔으며, 이후 전라도 고부(古阜, 지금의 전라북도 정읍시)를 거쳐 경상도 지역으로 이배되었다. 한편 이때의 유배생활로 인해 유정량은 한때 실명의 위기까지 겪기도 하였다.
그러나 1623년(인조 원년) 인조 반정이 일어나면서 유배생활에서 풀려났다. 이후에는 여러 관직을 거치게 되었으며, 사은사 등으로 청나라에도 여러 차례 다녀왔다. 1663년(현종 4년)에 향년 73세를 일기로 사망하였다.
류정량과 정휘옹주는 2남 2녀를 두었다. 장남인 류심(柳淰)은 아버지를 따라 함께 유배 생활을 하다가 인조 반정으로 한양으로 돌아왔다. 1627년(인조 5년) 음보로 벼슬 생활을 시작하여 경상도와 평안도의 관찰사를 지냈으며, 훗날 예조참판과 도승지 등을 지냈다. 1667년(현종 8년) 향년 60세를 일기로 죽었다. 차남은 군수를 지낸 유흡(柳潝)이며, 장녀는 이중규(李重揆)의 처이고 차녀는 정화제(鄭華齊)의 처이다.

## 가족 관계
친정 전주 이씨(全州 李氏) 
- 조부 : 덕흥대원군(德興大院君, 1530~1559)
- 조모 : 하동부대부인 하동 정씨(河東府大夫人 河東 鄭氏, 1522~1567)
  - 아버지 : 제14대 선조대왕(宣祖大王, 1552~1608, 재위 1567~1608)
- 외조부 : 사헌부감찰 김한우(司憲府監察 金漢佑, 1501~1577)
- 외조모 : 충의위 이효성(忠義衛 李孝性)의 딸 전주 이씨(全州 李氏)
  - 어머니 : 인빈 수원 김씨(仁嬪 水原 金氏, 1555~1613)
    - 오빠 : 의안군 성(義安君 珹, 1576~1588)
    - 오빠 : 신성군 우(信城君 珝, 1578~1592)
    - 오빠 : 추존 원종대왕(元宗大王, 1580~1619)
      - 조카 : 제16대 인조대왕(仁祖大王, 1595~1649, 재위 : 1623~1649)

    - 언니 : 정신옹주(貞愼翁主, 1583~1653)
    - 언니 : 정혜옹주(靜惠翁主, 1584~1638)
    - 언니 : 정숙옹주(貞淑翁主, 1587~1627)
    - 오빠 : 의창군 광(義昌君 珖, 1589~1645)
    - 언니 : 정안옹주(貞安翁主, 1590~1660)

 시가 전주 류씨(全州 柳氏) 
- 시조부 : 영의정 전양부원군 류영경(領議政 全陽府院君 柳永慶, 1550~1608)
- 시조모 : 이름: 황직개 우찬성 황응규(右贊成 黃士祐, 1486∼1536)와이여질박의 딸 정경부인 창원 황씨(貞敬夫人 昌原 黃氏)
  - 시아버지 : 통진현감 전원군 류열(通津縣監 全原君 柳悅, 1571~1612)
  - 시어머니 : 증 참판 이위(贈 參判 李韡)의 딸 정경부인 전의 이씨(貞敬夫人 全義 李氏, 1570~1652)
    - 부마 : 전창군 효정공 류정량(全昌君 孝貞公 柳廷亮, 1591~1663)
      - 장남 : 예조참판 전평군 류심(禮曹參判 全平君 柳淰, 1608~1667)
      - 며느리 : 응교 엄성(嚴惺)의 딸 영월 엄씨(寧越 嚴氏)
      - 며느리 : 현감 윤경(尹敬)의 딸 해평 윤씨(海平 尹氏)
      - 차남 : 금천군수 류흡(金川郡守 柳潝, 1611~?)
      - 며느리 : 참봉 박성(參奉 朴煋)의 딸 반남 박씨(潘南 朴氏)
      - 장녀 : 유백임(柳伯任, 1616~?)
      - 사위 : 전주인 부제학 이민구(副提學 李敏求, 1589∼1670)의 아들 진사 이중규(進士 李重揆, 1614~1637?)[12]
      - 차녀 : 숙부인 유중임(淑夫人 柳仲任, 1617~?)
      - 사위 : 동래인 형조참판 정양필(刑曹參判 鄭良弼, 1593∼ ?)의 아들 종성부사 정화제(鍾城府使 鄭華齊, 1618~1674)

## 같이 보기
- 사패산